# Episodi di Quell'uragano di papà (sesta stagione)
La sesta stagione della serie televisiva Quell'uragano di papà è andata in onda negli Stati Uniti dal 17 settembre 1996 al 20 maggio 1997 sul canale ABC.
In Italia è stata trasmessa da Rai 2.
| nº | Titolo originale                 | Titolo italiano               | Titolo italiano                      | Prima TV USA      | Prima TV Italia |
| nº | Titolo originale                 | Disney Channel                | Disney+                              | Prima TV USA      | Prima TV Italia |
| -- | -------------------------------- | ----------------------------- | ------------------------------------ | ----------------- | --------------- |
| 1  | At Sea                           | Una portaerei in pericolo     | Al mare                              | 17 settembre 1996 |                 |
| 2  | Future Shock                     | La solita routine             | Shock futuro                         | 24 settembre 1996 |                 |
| 3  | Workshop 'Til You Drop           | Terapia di coppia             | Terapia di coppia                    | 1º ottobre 1996   |                 |
| 4  | Burnin' Love                     | Psicoterapia in cucina        | Amore ardente                        | 8 ottobre 1996    |                 |
| 5  | Al's Video                       | Il video di Al                | Il video di Al                       | 15 ottobre 1996   |                 |
| 6  | Whose Car Is It Anyway           | Di chi è questa macchina?     | Di chi è l'auto?                     | 22 ottobre 1996   |                 |
| 7  | I Was a Teenage Taylor           | Scherzo e controscherzo       | Un Taylor adolescente                | 29 ottobre 1996   |                 |
| 8  | Jill and Her Sisters             | Jill e le sue sorelle         | Jill e le sue sorelle                | 12 novembre 1996  |                 |
| 9  | The Tool Man Delivers            | Lieti eventi                  | L'ostetrico degli attrezzi           | 19 novembre 1996  |                 |
| 10 | The Wood, the Bad and the Hangry | Il pranzo del Ringraziamento  | Il legno, l'affamato e il cattivo    | 26 novembre 1996  |                 |
| 11 | Workin' Man Blues                | Un lavoro per Brad            | Il blues del lavoratore              | 10 dicembre 1996  |                 |
| 12 | No Place Like Home               | Casa mia, casa mia            | Nessun posto è come casa             | 17 dicembre 1996  |                 |
| 13 | The Flirting Game                | Il gioco della civetta        | Il flirt                             | 7 gennaio 1997    |                 |
| 14 | The Karate Kid Returns           | Randy il saggio               | Il ritorno di Karate Kid             | 14 gennaio 1997   |                 |
| 15 | Totally Tool Time                | W la Svezia                   | Tool Time va a ruba                  | 28 gennaio 1997   |                 |
| 16 | A Funny Valentine                | Il San Valentino introvabile  | Uno strano San Valentino             | 11 febbraio 1997  |                 |
| 17 | Wilson's World                   | Wilson non cambiare           | Il mondo di Wilson                   | 18 febbraio 1997  |                 |
| 18 | Something Old, Someone Blue      | Nozze in bilico               | Qualcosa di vecchio, qualcosa di blu | 25 febbraio 1997  |                 |
| 19 | Communication Breakdown          | Il telefono, la tua croce     | Comunicazione interrotta             | 11 marzo 1997     |                 |
| 20 | My Son, the Driver               | Chi ti ha dato la patente?    | Mio figlio, l'automobilista          | 1º aprile 1997    |                 |
| 21 | Insult to Injury                 | Un record da fratturare       | Dolore ignorato                      | 15 aprile 1997    |                 |
| 22 | Family Unties                    | I figli crescono              | La famiglia alla fiera               | 29 aprile 1997    |                 |
| 23 | The Feminine Mistake             | La rivoluzione dei sessi      | L'errore femminile                   | 6 maggio 1997     |                 |
| 24 | Taps                             | Le bugie hanno le gambe corte | Sotto pressione                      | 13 maggio 1997    |                 |
| 25 | The Kiss and the Kiss Off        | Il bacio e il benservito      | Il bacio e l'addio                   | 20 maggio 1997    |                 |

## Un portaerei in pericolo / Al mare
- Titolo originale: At Sea
- Diretto da: Andrew Tsao
- Scritto da: Bruce Ferber e Lloyd Garver

### Trama
Jill trova Brad a pomiciare con la fidanzata in camera sua. Jill chiede a Tim di fargli padre-figlio, ma lui è riluttante. Non pensa che Brad non ne abbia bisogno, ma non ne ha mai parlato con un adolescente. Tool Time si sposta al mare per una trasferta: Tim, Al e Heidi che partecipano al saluto ai motori a bordo della portaerei USS Costellation.
- Guest star: Debbe Dunning (Heidi Keppert), James Read (Capitano Jenkins), Kristen Clayton (Angela), Kivi Rogers (Marinaio #1), Harry Hutchinson (Marinaio #2)

## La solita routine / Shock futuro
- Titolo originale: Future Shock
- Diretto da: Peter Bonerz
- Scritto da: Elliot Shoenman e Marley Sims

### Trama
Tim e Jill ricordano gli anni del liceo.
- Guest star: Debbe Dunning (Heidi Keppert), Shirley Prestia (Delores Turner), Francesca P. Roberts (Marge), Bibi Osterwald (Sig.ra Odetts), Sidney Chankin (Sig. Odetts), Jack Murdock (Uomo anziano #1), Don Perry (Uomo anziano #2)

## Terapia di coppia
- Titolo originale: Workshop 'Til You Drop
- Diretto da: Andrew Tsao
- Scritto da: Charlie Hauck

### Trama
Bud divorzia, Tim e Jill seguono un laboratorio di terapia di coppia.
- Guest star: Debbe Dunning (Heidi Keppert), Charles Robinson (Bud Harper), Jim Jansen (Dr. Emory), Sherman Howard (Howard), Ada Maris (Mary Ellen), Susan Krebs (Sandy), Nancy Linari (Clarisse), Rick Fitts (Dave)

## Psicoterapia in cucina / Amore ardente
- Titolo originale: Burnin' Love
- Diretto da: Geoffrey Nelson
- Scritto da: Jon Vandergriff

### Trama
Tim dice a Randy di provarci con Lauren, a cui piacciono le auto, ma lui scopre che lei esce con Jason, l'amico di Brad.
- Guest star: Debbe Dunning (Heidi Keppert), Courtney Peldon (Lauren), Jarrad Paul (Jason), Lucille Treganowan (se stessa)

## Il video di Al
- Titolo originale: Al's Video
- Diretto da: Andrew Tsao
- Scritto da: Ruth Bennett

### Trama
Al è il produttore di un video e sceglie Tim per dirigerlo, finché Tim non diventa troppo dispotico. Jill prende un computer.
- Guest star: Debbe Dunning (Heidi Keppert), Sherry Hursey (Ilene Markham), Blake Clark (Harry Turner), Vasili Bogazianos (Antonio), Al Fann (Felix Myman)

## Di chi è questa macchina? / Di chi è l'auto?
- Titolo originale: Whose Car Is It Anyway
- Diretto da: Andrew Tsao
- Scritto da: Adam England

### Trama
Jill compra un'auto sportiva straniera con i soldi di un'eredità e proibisce a Tim di guidarla.
- Guest star: Debbe Dunning (Heidi Keppert), Drew Pillsbury (Jerry), Warren Tabata (Vigile del fuoco)

## Scherzo e controscherzo / Un Taylor adolescente
- Titolo originale: I Was a Teenage Taylor
- Diretto da: Geoffrey Nelson
- Scritto da: Eric Horsted

### Trama
È Halloween: Tim spaventa Al, Brad e Randy spaventano Jill. Un tizio strano vuole vedere il seminterrato. Jill, Tim e Wilson dicono ai ragazzi che Clifford Warren fu accusato dell'omicidio del fratello e internato in manicomio. Loro non sanno che è uno scherzo e chiedono l'aiuto di Al per uno scherzo, ma Al e Wilson fanno uno scherzo ai Taylor.
- Guest star: Debbe Dunning (Heidi Keppert), Larry Hankin (Larry), Cooper Karn (Bambino del dolcetto o scherzetto)

## Jill e le sue sorelle
- Titolo originale: Jill and Her Sisters
- Diretto da: Andrew Tsao
- Scritto da: Laurie Gelman

### Trama
La sorella di Jill vuole organizzare il 50º anniversario dei genitori.
- Guest star: Debbe Dunning (Heidi Keppert), Carlene Watkins (Linda Patterson), Maryedith Burrell (Tracy Patterson), Tudi Roche (Carrie Patterson), Shirley Prestia (Delores Turner)

## Lieti eventi / L'ostetrico degli attrezzi
- Titolo originale: The Tool Man Delivers
- Diretto da: Peter Bonerz
- Scritto da: Charlie Hauck

### Trama
Heidi entra in travaglio durante la premiazione del Proprietario di Auto d'Epoca dell'anno e Tim e Jill aiutano a far nascere il bambino ricevendo istruzioni da Wilson al telefono.
- Guest star: Debbe Dunning (Heidi Keppert), Tom Poston (Ned), Patrick Cronin (Sparky)

## Il pranzo del Ringraziamento / Il legno, l'affamato e il cattivo
- Titolo originale: The Wood, the Bad and the Hangry
- Diretto da: Geoffrey Nelson
- Scritto da: Adam England

### Trama
Benny non è nella lista degli ospiti per la festa a cena per il Giorno del Ringraziamento a casa Taylor e Tim fa sua la generosità festiva.
- Guest star: Debbe Dunning (Heidi Keppert), Jimmy Labriola (Benny Baroni), Blake Clark (Harry Turner), William O'Leary (Marty Taylor), Sherry Hursey (Ilene Markham), Mario Andretti (se stesso), Michael Andretti (se stesso), Jack Arute (se stesso), Lee Boek (Joe), Carmen Filpi (Nick)

## Un lavoro per Brad / Il blues del lavoratore
- Titolo originale: Workin' Man Blues
- Diretto da: Peter Bonerz
- Scritto da: Bruce Ferber e Lloyd Garver

### Trama
Brad trova un lavoro part-time in un negozio di articoli sportivi e il lavoro diventa subito la sua priorità principale.
- Guest star: Debbe Dunning (Heidi Keppert), Mitch Rouse (Rob Ferguson), Jarrad Paul (Jason), Caroline Keenan (Holly), J.P. Bumstead (Cliente), Linda Li (Ragazza)

## Casa mia, casa mia / Nessun posto è come casa
- Titolo originale: No Place Like Home
- Diretto da: Peter Filsinger
- Scritto da: Elliot Shoenman e Marley Sims

### Trama
Il fratello di Tim aiuta sua madre a trasferirsi dalla casa di famiglia, ma a Tim non piacciono fin da subito i piani per la casa dei nuovi proprietari.
- Guest star: Debbe Dunning (Heidi Keppert), Bonnie Bartlett (Lucille Taylor), William O'Leary (Marty Taylor), Thom Sharp (Jeff Taylor), Leslie Bibb (Lisa Burton), Jim Pirri (Greg Burton), Todd Glass (Michael Taylor), Conner McClure (Tim da giovane)

## Il gioco della civetta / Il flirt
- Titolo originale: The Flirting Game
- Diretto da: Peter Filsinger
- Scritto da: Laurie Gelman

### Trama
Jill si chiede se flirtare con un potenziale capo le farà avere un lavoro.
- Guest star: Debbe Dunning (Heidi Keppert), Tammy Lauren (Patty), Rick Lenz (Dr. Matthews), Mike Starr (Agente Hill), Andrea C. Robinson (Venditrice), Jane Hallaren (Receptionist), Jolie Jackunas (Brenda), Jordan Baker (Agente Ambrose)

## Randy il saggio / Il ritorno di Karate Kid
- Titolo originale: The Karate Kid Returns
- Diretto da: Geoffrey Nelson
- Scritto da: Jon Vandergriff

### Trama
Tutto va bene quando Mark usa il karate per salvare Randy da un bullo, finché il giornale della scuola non se ne occupa. I cugini di Wilson, i Beach Boys, arrivano in visita.
- Guest star: Debbe Dunning (Heidi Keppert), Courtney Peldon (Lauren), Wesley Mann (A.J. Sanderson), Josh Paddock (Eric), Michael Luckerman (Commesso), Seth Dillon (Kevin), Zachary Bostrom (Chad), The Beach Boys (loro stessi)

## W la Svezia / Tool Time va a ruba
- Titolo originale: Totally Tool Time
- Diretto da: Peter Bonerz
- Scritto da: Jon Vandergriff

### Trama
Dei compratori svedesi vogliono i diritti di Tool Time per l'Europa.
- Guest star: Debbe Dunning (Heidi Keppert), Harry Groener (Fred), Craig Richard Nelson (Björn), Gretchen German (June Palmer), Drew Carey (Seymour 'Sy' Winterfleffin), Peter Bonerz (Peter), Bo Brundin (Voce fuori campo in svedese di Tim), Fredrik Cavali (Voce fuori campo in svedese di Al), David Powledge (Warren) Eric Saiet (Barry), Marliece Andrada (Helga)

## Il San Valentino introvabile / Uno strano San Valentino
- Titolo originale: A Funny Valentine
- Diretto da: Peter Bonerz
- Scritto da: Charlie Hauck

### Trama
Tim dimentica dove ha nascosto il regalo di San Valentino di Jill. Una cantante parla della sua relazione con il padre di Tim.
- Guest star: Debbe Dunning (Heidi Keppert), Anne Francis (Liddy Talbot), Janeane Garofalo (Tina), Anthony Russell (Mel)

## Wilson non cambiare / Il mondo di Wilson
- Titolo originale: Wilson's World
- Diretto da: Andrew Tsao
- Scritto da: Jennifer Celotta

### Trama
Wilson decide di recitare in modo meno stravagante dopo che il critico di un giornale scrive una cattiva recensione della sua interpretazione dicendo che "ha perso il contatto con la realtà".
- Guest star: Debbe Dunning (Heidi Keppert), Jimmy Labriola (Benny Baroni), Blake Clark (Harry Turner), Adam Lawson (Andy Koplowitz), Robert Forrest (Stuart), Jennie Vaughn (Elzina), Josh Di Donato (Studente), Ray Pleva (se stesso), Richard Phillips (Più ruoli)

## Nozze in bilico / Qualcosa di vecchio, qualcosa di blu
- Titolo originale: Something Old, Someone Blue
- Diretto da: John Pasquin
- Scritto da: Elliot Shoenman e Marley Sims

### Trama
Prima del matrimonio di Al e Ilene, Al racconta un segreto ai ragazzi.
- Guest star: Debbe Dunning (Heidi Keppert), Sherry Hursey (Ilene Markham), Blake Clark (Harry Turner), Jimmy Labriola (Benny Baroni), Tammy Lauren (Patty), William O'Leary (Marty Taylor), Keith Lehman (Cal Borland), Milton Canady (Milton)

## Il telefono, la tua croce / Comunicazione interrotta
- Titolo originale: Communication Breakdown
- Diretto da: Geoffrey Nelson
- Scritto da: Eric Horsted

### Trama
Quando i ragazzi usano troppo il telefono, Tim fa installare una seconda linea a Dennis, il figlio di Harry.
- Guest star: Debbe Dunning (Heidi Keppert), David DeLuise (Dennis Turner), Shirley Prestia (Delores Turner), Blake Clark (Harry Turner)

## Chi ti ha dato la patente? / Mio figlio, l'automobilista
- Titolo originale: My Son, the Driver
- Diretto da: Andrew Tsao
- Scritto da: Laurie Gelman

### Trama
Le paure peggiori di Jill si avverano quando prevede che accadrà qualcosa di terribile la prima sera che Brad guiderà. Lui ha un piccolo incidente, ma loro non sanno che l'incidente è molto più grave di quanto lui non ammetta.
- Guest star: Debbe Dunning (Heidi Keppert), Tammy Lauren (Patty), George DelHoyo (Doug), Al Unser (se stesso), Al Unser Jr. (se stesso), Al Richard Unser (se stesso)

## Un record da fratturare / Dolore ignorato
- Titolo originale: Insult to Injury
- Diretto da: Geoffrey Nelson
- Scritto da: Eric Horsted

### Trama
Tim ignora la sua spalla lussata per battere un record di Bob Vila con un rullo compressore a vapore a Tool Time.
- Guest star: Debbe Dunning (Heidi Keppert), Marcelo Tubert (Dott. Knell), Michael Holden (Dott. Martin), Derek Wilder (Gary Phelps), Chet Nichols (Padre di Gary), Rick Cramer (Tenente comandante Gray)

## I figli crescono / La famiglia alla fiera
- Titolo originale: Family Unties
- Diretto da: Geoffrey Nelson
- Scritto da: Ruth Bennett

### Trama
Jill vuole passare del tempo di qualità con la famiglia, ma i ragazzi la portano alla fiera della ferramenta.
- Guest star: Debbe Dunning (Heidi Keppert), Eric Saiet (Commesso), Paul Parducci (Lou), Tony Rossi (Rappresentante di "Isolanti per tutte le stagioni"), Adam Hendershott (Kevin)

## La rivoluzione dei sessi / L'errore femminile
- Titolo originale: The Feminine Mistake
- Diretto da: Peter Bonerz
- Scritto da: Laurie Gelman

### Trama
Jill vuole un rapporto alla pari con Tim dopo aver scoperto che la ragazza di Brad fa qualsiasi cosa lui gli dica. Tool Time gira una puntata in 3d.
- Guest star: Debbe Dunning (Heidi Keppert), Kristen Clayton (Angela)

## Le bugie hanno le gambe corte / Sotto pressione
- Titolo originale: Taps
- Diretto da: Peter Bonerz
- Scritto da: Bruce Ferber e Lloyd Garver

### Trama
Per tenere lontano suo padre a causa della pressione a cui è sottoposta, Jill si finge malata per poi scoprire che è morto poco dopo che lei gli ha mentito.
- Guest star: Debbe Dunning (Heidi Keppert), Carlene Watkins (Linda Patterson), Maryedith Burrell (Tracy Patterson), Tudi Roche (Carrie Patterson), Loryn Locklin (Robin Patterson), Michael Winters (Pastore), Polly Holliday (Lillian "Nana" Patterson), Ted Hayden (Sig. Stillman), Ken Duncan (Colonnello Adams)

## Il bacio e il benservito / Il bacio e l'addio
- Titolo originale: The Kiss and the Kiss Off
- Diretto da: Peter Bonerz
- Scritto da: Jennifer Celotta e Adam England

### Trama
Lisa, la ex ragazza di Tool Time, torna e Tim le restituisce il suo vecchio lavoro senza consultare Heidi, l'attuale ragazza di Tool Time. Intanto, Randy e Lauren fanno fare un salto di qualità alla loro relazione uscendo per il primo appuntamento ufficiale.
- Guest star: Debbe Dunning (Heidi Keppert), Pamela Anderson (Lisa), Courtney Peldon (Lauren), Vasili Bogazianos (Antonio), Gail Bearden (Gail)